# Tobias gradiens
Tobias gradiens là một loài nhện trong họ Thomisidae.
Loài này thuộc chi Tobias. Tobias gradiens được Cândido Firmino de Mello-Leitão miêu tả năm 1929.